# フュン県

フュン県
Fyns Amt

フュン県（フュンけん デンマーク語:Fyns Amt）はかつて存在したデンマークの地方行政区画（県）。デンマーク中部、フュン島全域や、その周囲のランゲラン島やエーロ島などを領域としていた。行政府所在地はオーデンセ。地方行政区画再編により、2006年12月31日をもって廃止され、翌2007年1月1日より、南デンマーク地域に組み入れられた。